# Lawn Gnome Beach Party of Terror
"Lawn Gnome Beach Party of Terror" (tạm dịch: Bữa tiệc Bãi biển Kinh hoàng của Thần lùn trông vườn) là tập phim thứ hai được phát sóng của loạt phim hoạt hình Phineas và Ferb. Trong tập phim, hai anh em cùng cha khác mẹ là Phineas và Ferb xây dựng một khu liên hợp bãi biển công phu để sống sót dưới một làn sóng nhiệt cường độ cao tác động vào thành phố. Trong khi đó, thú mỏ vịt Perry – thú cưng của hai cậu bé, đã ngăn chặn thành công âm mưu xoá sổ tất cả các thần lùn trông vườn ở khu vực ba bang của kẻ thù cậu – Tiến sĩ Heinz Doofenshmirtz.
Kịch bản của "Lawn Gnome Beach Party of Terror" được viết bởi các nhà đồng sáng tạo loạt phim Dan Povenmire và Jeff "Swampy" Marsh, hợp tác cùng với Bobby Gaylor và Martin Olson, và do Povenmire đạo diễn. Tập phim được phát sóng lần đầu tiên tại Hoa Kỳ vào ngày 28 tháng 9 năm 2007 với vai trò là bản xem trước thứ hai của hai bản xem trước của loạt phim trên Disney Channel. Kể từ khi phát sóng, tập phim đã nhận được nhiều đánh giá tích cực, nhất là về tính độc đáo của nhan đề tập phim. Phản ứng của người hâm mộ cũng rất thuận, và bài hát "Backyard Beach" được bình chọn là bài hát xuất sắc thứ hai trong loạt phim bởi các khán giả trong suốt sự kiện "Phineas and Ferb's Musical Cliptastic Countdown".

## Tóm tắt cốt truyện
Do có một làn sóng nhiệt cường độ cao tác động vào thành phố, hai anh em Phineas và Ferb cảm thấy mệt mỏi và không làm gì cả ngoại trừ việc nằm nghỉ dưới bóng cây ở sân sau. Kết quả, hai cậu bé quyết định xây dựng một bãi biển ở sân sau nhà để chọc tức một phát thanh viên buổi sáng. Chị gái của họ, Candace, muốn vạch trần những việc hai cậu bé đã làm với mẹ, nhưng cô chỉ thấy bản thảo ban đầu của hai cậu bé, gồm một cái hộp đựng cát nhỏ với nước. Một lúc sau, họ đã dựng thành công một bãi biển có tỉ lệ chuẩn so với thực tế, mà tất cả mọi người sinh sống ở vùng lân cận, kể cả Isabella và đội hướng đạo sinh Fireside Girls của cô bé đến để làm mát và tận hưởng chính mình. Candace thấy được và lại một lần nữa chuẩn bị báo cho mẹ biết. Ý định của Candace sau đó sớm thay đổi, khi cô biết được Jeremy, người mà cô thích, sẽ tới bãi biển này để lướt sóng nên cô quyết định không gọi điện nữa. Cô cảm thấy thích thú với bãi biển sau khi được tung hô là "Nữ hoàng Wahini" sau khi cô có một tiết mục biểu diễn trò chơi limbo tuyệt vời và thu hút được sự chú ý của Jeremy.
Trong khi đó, thú cưng của hai cậu bé Thú mỏ vịt Perry đang đi điều tra về vụ mất trộm các thần lùn trông vườn trong Khu vực Ba Bang dạo gần đây do kẻ thù của cậu, Tiến sĩ Heinz Doofenshmirtz gây ra. Cậu đột nhập vào hang ổ của Doofenshmirtz ở dưới lòng đất và ngay lập tức bị nhốt trong một cái lồng trong khi Doofenshmirtz giải thích thông qua video rằng gia đình hắn trở nên nghèo đói khi hắn còn nhỏ. Điều này gây ra hậu quả là thần lùn bãi cỏ của họ bị tịch thu, thứ bảo vệ họ khỏi ma thuật đen. Tin rằng gia đình sẽ không được bảo vệ, bố của Doofenshmirtz đã ép con trai ông ăn mặc như một thần lùn thật sự và đứng trước khu vườn của họ cả ngày, không được cử động. Hắn dần dần trở thành một bức tượng giống như tượng Nữ thần Tự do ở Thành phố New York. Vì sự gian khổ mà khi xưa hắn đã chịu, hẳn tìm cách trả thù và lên kế hoạch xoá sổ hết tất cả các thần lùn trông vườn hắn ăn trộm được. Perry sau đó nhanh chóng thoát ra khỏi bẫy, bắt đầu đánh nhau với tiến sĩ, tình cờ làm cho máy chứa tất cả các thần lùn bị trục trặc.
Cái máy giải phóng tất cả các thần lùn và chúng phun trào ra bãi biển của Phineas và Ferb. Mọi người trong bãi biển bỏ chạy tán loạn vì sợ "gnomeageddon" (tạm dịch: Thảm hoạ thần lùn) và bãi biển sau đó bị phá huỷ. Candace không nhận ra điều này khi cô đang cố gắng thuyết phục mẹ mình đừng vào sân sau và phá hỏng thời gian đẹp đẽ của cô, vì thế nên khi cô thanh minh về sự tồn tại của bãi biển, cô không thấy gì khác ngoài bãi sân sau bình thường. Candace rất buồn, nhưng hai anh em thì lại thấy ngày hôm nay là một ngày thành công. Candace sau đó được Linda và Isabella dìu vào trong nhà. Ở đoạn kết, phát thanh viên xuất hiện ở đầu tập phim chúc mừng hai cậu bé và cũng nói rằng ngày mai sẽ là một ngày nóng và nhiều nắng. Ferb nói thêm: "Với nguy cơ nhỏ là sẽ có thần lùn rơi rải rác trên đầu", làm cho Phineas (và có nhiều người xem phim khác) cười. Sau đó, khung cảnh được thu nhỏ lại (zoom-out). Ta có thể thấy được những chú thần lùn đã đâm vào mái nhà hai cậu bé.

## Sản xuất

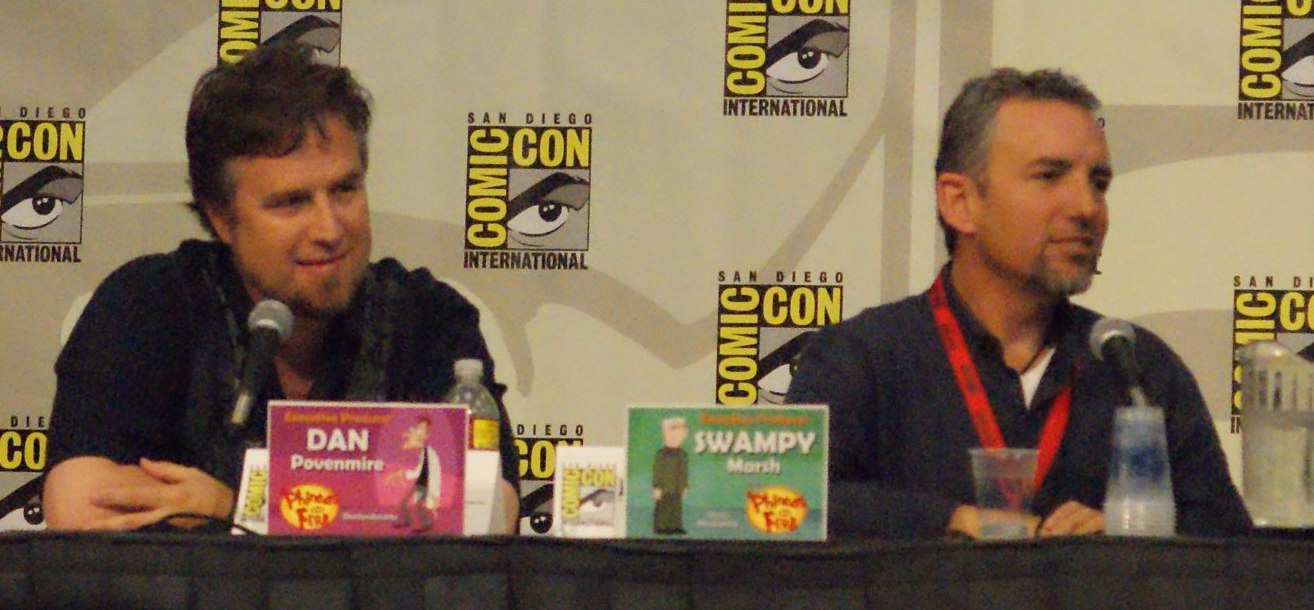
Hai nhà đồng sáng lập loạt phim Dan Povenmire và Jeff "Swampy" Marsh đã đồng viết kịch bản và đạo diễn tập phim "Lawn Gnome Beach Party of Terror."

Kịch bản của "Lawn Gnome Beach Party of Terror" được viết bởi các nhà đồng sáng lập ra loạt phim hoạt hình Phineas và Ferb, Dan Povenmire và Jeff "Swampy" Marsh, người đã cùng hợp tác với Bobby Gaylor và Martin Olson với mục đích là viết kịch bản. Povenmire cũng sẽ tiếp tục làm đạo diễn dựa trên teleplay. Tập phim được phát sóng lần đầu tiên với vai trò là bản xem trước thứ hai của hai bản xem trước của loạt phim trên kênh Disney Channel vào ngày 28 tháng 9 năm 2007, vào lúc 10 giờ 45 phút tối ở Múi giờ miền Đông và Múi giờ Thái Bình Dương.
Disney Channel phát hành một thông cáo báo chí cho tập phim vào ngày 19 tháng 9 năm 2007. Thông cáo bao gồm một bản tóm tắt của một cốt truyện phụ không xuất hiện trong lần phát sóng cuối cùng của tập phim.